# 朴哲洙
朴 哲洙（パク・チョルス、朝鮮語: 박철수、1948年11月20日 - 2013年2月19日）は、大韓民国の映画監督、教授。 
本貫は竹山朴氏。
韓国芸術総合学校、牧園大学校、ハンギョレ映画演出学校、京都芸術大学教授を歴任した。
2013年2月19日、作業を終え帰宅するため横断歩道を歩いていたところ、飲酒運転の自動車にひかれ64歳で死去した。

## 学歴
- 京北中学校
- 大邱商苑高等学校
- 成均館大学校 経営学科 学士